# Saotome Ranma
Saotome Ranma (早乙女 乱馬 (Tảo Ất Nữ Loạn Mã) Saotome Ranma) là nhân vật chính trong bộ manga và anime Một nửa Ranma (hay còn gọi là Ranma ½), được sáng tạo bởi Takahashi Rumiko.

## Giới thiệu chung
Ranma, là con trai duy nhất của Saotome Genma và Saotome Nodoka, được cha đưa đi học võ từ khoảng 2 tuổi, để bắt đầu một chuyến đi luyện võ thuật trong vòng 13 cho tới 14 năm trời.
Khi cậu vẫn là một đứa trẻ, cậu có làm bạn với Kuonji Ukyo, con gái của thợ làm bánh và cũng là một võ sĩ, mặc dù ngày đó cậu cũng không biết rằng cô là một đứa con gái. Genma đã cho Ranma hứa hôn với Ukyo để lấy chiếc xe làm bánh làm của hồi môn, nhưng thất hứa và chạy trốn mà không mang theo Ukyo như đã hứa.
Khi chuyến luyện tập này gần kết thúc, Genma đã đưa Ranma đến tỉnh Thanh Hải, Trung Quốc, một nơi luôn được biết đến với hàng ngàn con suối nguyền, và nơi này cũng chỉ có vài người ở. Không biết đến điều này, và không chịu nghe hết lời cảnh báo của hướng dẫn viên du lịch, Genma đã hướng dẫn Ranma tập luyện trên chiếc cọc tre trên sông. Lúc Ranma đẩy Genma xuống suối "Gấu trúc chết chìm",Genma tức giận và đánh lại Ranma vào suối "Con gái chết chìm", hậu quả là Genma trở thành một con gấu trúc, còn Ranma lại thành một cô gái. Họ chỉ tạm thời quay về hình dạng ban đầu khi bị dội nước nóng; ngược lại, sẽ trở về hình dạng nguyền khi bị dội nước lạnh.
Trước đó, Ranma đã được cha hứa hôn với con gái của Tendo Soun, nên cậu phải miễn cưỡng theo cha về Nhật Bản. Tendo Kasumi và Tendo Nabiki, hai cô chị vì lớn tuổi hơn Ranma nên nhất quyết dồn hôn ước cho em út Tendo Akane: Akane vốn ghét con trai sẽ thích hợp với Ranma với lời nguyền biến thành con gái. Akane và Ranma dù lúc đâu vô cùng ghét nhau nhưng dần dần có tình cảm với người kia, dù luôn luôn phủ nhận.
Ranma và Genma sống nhờ vào gia đinh Tendo từ đây. Thế nhưng cuộc sống luôn gặp phải những rắc rối lớn hơn như kẻ thù cũ, yêu ma quỷ quái, thậm chí cả những vị hôn thê chưa biết và những chàng trai theo đuổi Ranma nữ.
Trước khi ra đi, Genma đã thề với vợ mình, Saotome Nodoka, sẽ khổ luyện Ranma thành một "người đàn ông trong những người đàn ông", nếu trái hẹn cả hai bố con sẽ tự Seppuku. Ranma nhận được thư mẹ trong hoàn cảnh đang trúng phải lời nguyền. Để tránh phải chết, Ranma phải dùng thân phận giả là Ranko, em họ của Akane, và thú nuôi là ông Gấu trúc (Genma).

## Tính cách
Takahashi Rumiko tự giới thiệu Ranma như một nhân với nhiều tính cách như tốt bụng, rõ ràng, sáng sủa, ngay thật,thẳng thắn, bộc trực, mạnh mẽ, nghị lực, không dứt khoát, ương bướng, ranh ma và tự tin 
 và bà thấy rằng tính cách nhân vật hơi có phần nhàm chán.

Bà giới thiệu về nhân vật như sau: "Với Ranma ½, tôi đã nghĩ nhiều việc phải làm với một nam/nữ với vai trò là một người đóng nhân vật chính, và từ khi ở phần hay nhất ở câu truyện trước nhân vật chính của tôi đã là một phụ nữ, tôi định sử dụng nhân vật nam lần này.Tôi đã từng lo lắng khi viết về một câu truyện với nhân vật chính là nam bởi vì hàng trăm và hàng trăm người đọc là nam, trước đó tôi đã quyết định nhân vật chính sẽ là nửa nam nửa nữ".
Từ khi mang hình dạng này, Ranma luôn cảm thấy bất an khi gặp gỡ bạn bè và người thân xung quanh mình, mặc dù cậu cũng biết quan tâm và thân thiện với mọi người. Dường như cậu luôn sử dụng những thế võ cao siêu của mình để bảo vệ người thường khỏi quái vật và kẻ xấu. Tuy nhiên, cậu lại không biết cách giao tiếp xã hội cho đúng mực và điều này lại khó mà làm cậu thấy xấu hổ vì nó.
Ranma luôn ăn nói và hành động bất cẩn mà không xét đến hậu quả mình phải gánh chịu. Cậu cũng hay lăng mạ người khác một cách huỵch toẹt để tra hỏi, hoặc để họ thấy được về thói xấu của mình. Ranma nữ cũng không thấy vui vẻ khi phải mặc đồ con gái. Cách xưng hô của cậu cũng khá suồng sã: gọi cha là "ông già", sư tổ Happosai là "lão già", hay Cologne là "mụ phù thủy già",...
Dù là "nửa nam nửa nữ", cậu vẫn vô cùng khó xử trước những vấn đề về con gái. Ranma nữ không muốn mặc đồ con gái (mặc dù về sau truyện đã phải chấp nhận), ngượng ngùng khi thấy con gái tắm, và vô cùng tức giận vì nụ hôn đầu đời là do một tên con trai làm với Ranma nữ.

## Nỗi sợ
Cơn ác mộng của Ranma, thật kì lạ, lại là loài mèo. Nguyên nhân là khi xưa Genma muốn dạy con mình học Miêu Quyền đã dùng một biện pháp "vô dụng, chỉ có kẻ ngốc mới áp dụng điều này": Buộc thức ăn cho mèo quanh người Ranma và thả xuống một cái hầm chứa đầy mèo. Ranma trở nên sợ mèo không tài nào chữa nổi, chỉ cần nghe thấy tiếng mèo là đã hoảng loạn, thậm chí ngất đi.
Tuy nhiên, khi nỗi sợ của Ranma đạt tới đỉnh điểm - khi cậu bị bao vây bởi toàn mèo, hay bị nhốt chung với mèo qua lâu - Ranma cũng sẽ trở thành một "con mèo" để có thể hòa nhập được. Nói cách khác, cậu sẽ dùng được Miêu Quyền rất lợi hại, nhưng tâm trí chỉ như một con mèo: hay mất tập trung, thích ngủ, thích trèo cây, cào cây, thích bạc hà mèo,... Ranma chỉ trở lại bình thường khi trấn tĩnh lại (ngủ trong lòng ai đó cậu tin tưởng - Akane), hay bị ném xuống nước. Ranma không thể nhớ gì khi trong trạng thái "mèo".

## Kẻ thù
- Hibiki Ryoga là một trong những kè thù lớn nhất của Ranma. Ryoga luôn thách đấu với Ranma trong rất nhiều trận đấu xuyên suốt tập truyện, nhưng thường là khi Ryoga có một chiêu thức lợi hại mới, hoặc chỉ để tranh giành Akane khi thấy cậu có thái độ ngượng ngùng trước cô, nhưng nhiều lúc là trận đấu chỉ để rửa hận.
- Mousse luôn tức giận mỗi khi thấy Shampoo chỉ luôn quan tâm đến Ranma mà không để ý tới mình, ngoài ra lời tỏ tình của cậu với Shampoo không được đáp ứng cũng là lý do mà cậu rất ghét Ranma. Cũng từ khi Shampoo chỉ thích mẫu người đàn ông mạnh mẽ, Mousse luôn tìm mọi cách để kết liễu chú rể tương lai của cô.
- Kuno Tatewaki là người duy nhất trong trường không biết Ranma có thể trở thành con gái, cậu là kẻ thù lớn của Ranma khi là con trai trong trường trung học Furinkan. Khi Ranma là nữ, cậu vẫn hay gọi là "cô gái tóc bím".

## Chuyện ngoài lề
- Màu tóc của Ranma nữ trong truyện không cố định như khi là nam (chỉ có màu đen), nhưng trong anime, màu tóc của Ranma nữ đã được cố định thành đỏ.
- Đuôi tóc của Ranma còn rất giống với Bankotsu trong InuYasha cũng của tác giả Takahashi Rumiko.